# The Times of India
The Times of India är en indisk dagstidning. Tidningen grundades 1838 under namnet The Bombay Times and Journal of Commerce.
Den är en av Indiens största dagstidningar, är världens största engelskspråkiga dagstidning och har världens största engelskspråkiga redaktion.
Söndagsupplagan benämns Sunday Times of India.